# 마세라티 버드케이지 75
마세라티 버드케이지 75(이탈리아어: Maserati Birdcage 75th)는 켄 오쿠야마의 지휘 하에 제이슨 카스트리오타와 주세페 란다초를 포함한 로위 버미어시가 이끄는 피닌파리나 디자인 팀이 설계 및 개발한 기능적 컨셉트 카이다. 이 차량은 2005년 제네바 모터쇼에서 처음 공개되었다. 이 차량은 1960년대의 클래식 마세라티 버드케이지 레이싱 카와 피닌파리나의 75주년 기념일을 기념하여 명명되었다. 버드케이지는 마세라티, 피닌파리나, 모토로라 간의 협력을 통해 기술적 전문성을 선보인 결과물이다. 이 차량은 3D 렌더링을 사용한 빠른 디자인 단계를 거쳐 단 2개월 만에 완성되었다.

## 섀시
버드케이지 75는 탄소 섬유로 된 마세라티 MC12 GT1 레이싱 카의 섀시를 기반으로 제작되었으며, 특히 엔진을 비롯한 많은 부품을 공유한다. 버드케이지 75주년은 MC12와 엔초의 페라리/마세라티 F140 V12 엔진으로 구동되며, 65도 각도로 미드 마운트되었다. 엔진 출력은 700 hp (522 kW; 710 PS)이다.

## 차체

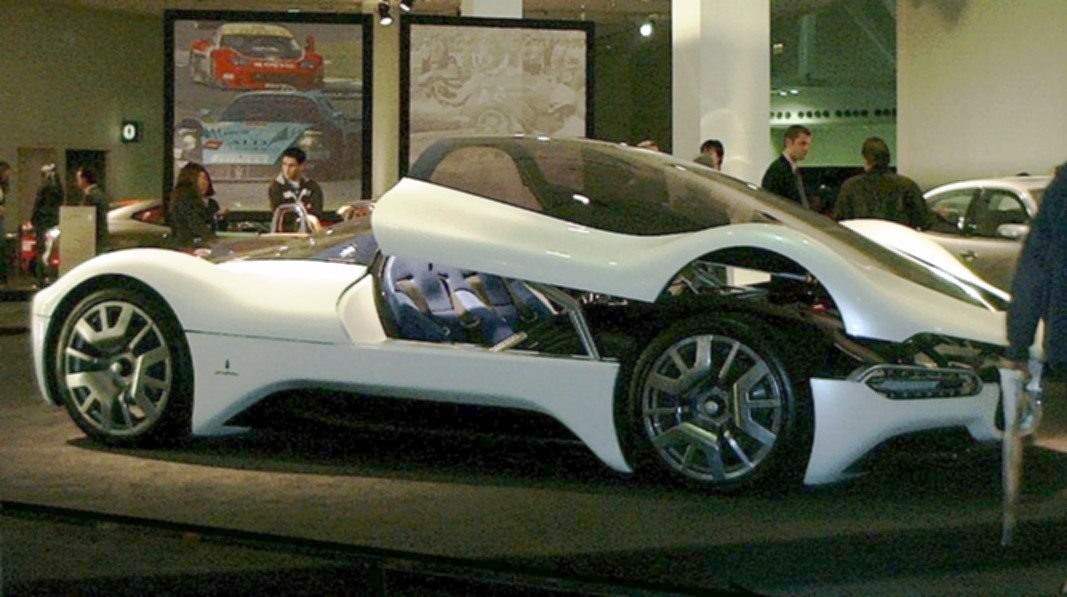
캐노피를 연 버드케이지 75주년

이 차량의 차체는 피닌파리나의 75주년을 기념하기 위해 피닌파리나에서 설계했다. 외부는 탄소 섬유로 만들어졌으며, 후방에는 디퓨저가 있고, 속도에 따라 자동으로 올라가는 두 개의 스포일러가 있다. 앞유리는 플렉시글라스로 만들어졌으며, 차량의 앞쪽에서 뒤쪽까지 거의 전체에 걸쳐 있다. 이 디자인은 운전자의 낮은 좌석 위치 때문에 필요하다. 만약 앞유리가 더 높게 끝났다면, 운전자는 전방 도로를 볼 수 없었을 것이다. 전면부는 삼지창 엠블럼이 새겨진 거대한 그릴, 두 개의 흡기구를 감싸는 슬림한 LED 헤드라이트, 그리고 단일 하단 공기 흡입구 아래의 스플리터로 특징지어진 낮은 노즈를 가지고 있다. 후면부는 투명한 엔진 커버가 앞유리의 유리창 효과를 이어가며, 미드 마운트된 V12 엔진을 볼 수 있게 한다. 통합된 루프 스쿠프는 냉각을 개선하고 차체 패널에 공기 흡입구가 필요 없게 한다. 어두운 플렉시글라스는 뒤쪽으로 갈수록 얇아지며, 탄소 섬유 디퓨저와 합쳐져 중앙에 수직으로 배열된 두 개의 배기 파이프를 감싸고 있다. 두 개의 길쭉한 LED 테일라이트는 공기 배출구를 감싸고 있으며, 후방 범퍼의 큰 개구부는 공기역학을 개선한다. 전면 21인치, 후면 22인치 휠은 이 차량을 위해 특별히 설계되었다.
버드케이지에는 문이 없다. 대신, 앞쪽 차체의 대부분으로 구성된 버블 캐노피를 들어 올릴 수 있는데, 이는 본드 버그, 페라리 모듈로, 사브의 2006년 에어로 X 컨셉트 카와 유사하다. 그러나 유일한 시연 모델에는 에어컨이나 어떤 형태의 실내 온도 조절 장치도 없다.

## 내부

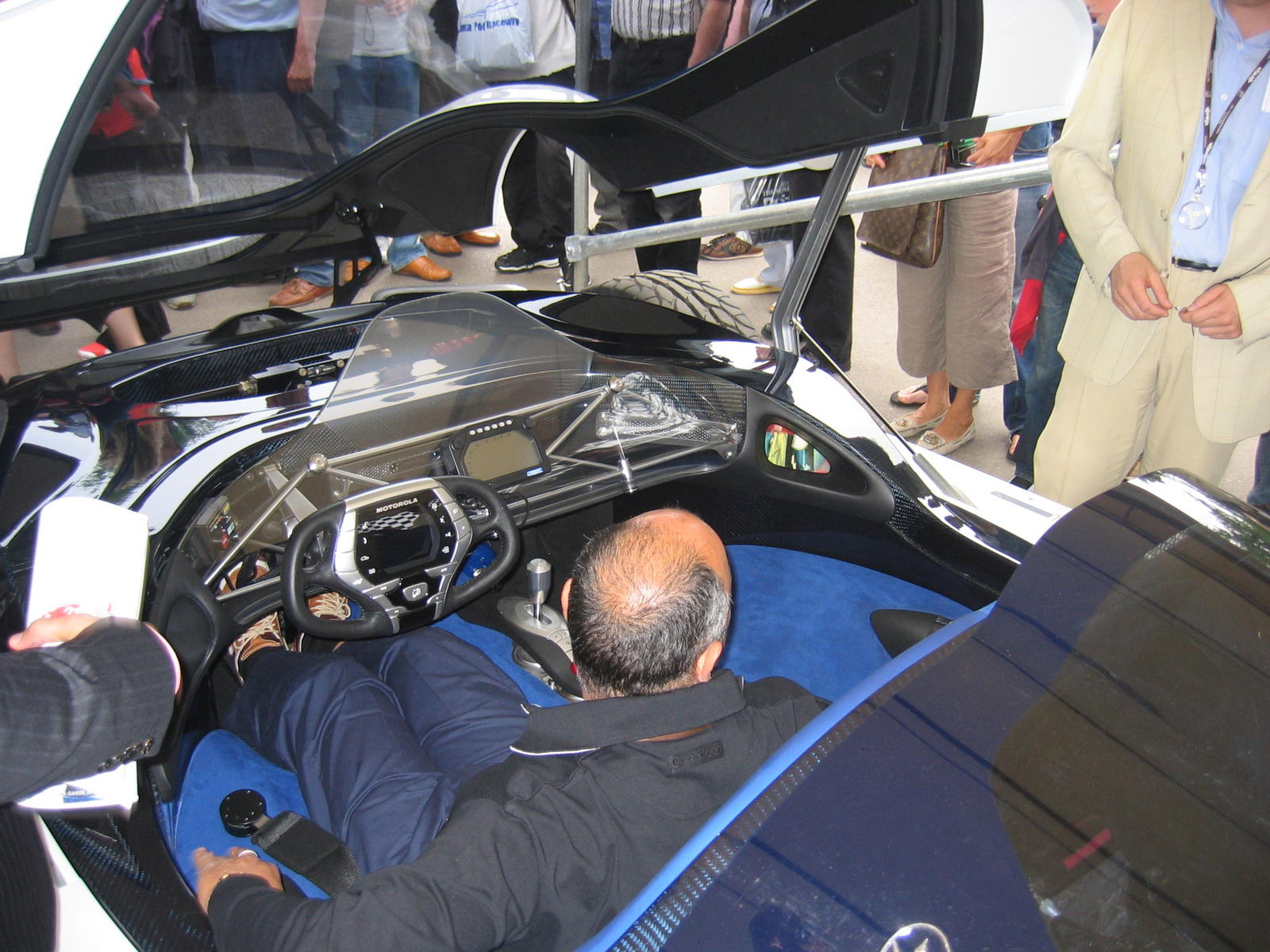
내부

내부는 당시 피닌파리나의 기술 파트너였던 모토로라의 의견을 반영하여 설계되었다. 파란색 스웨이드로 덮인 시트는 3점식 안전벨트와 함께 섀시에 통합되어 있다. 중앙 터널에는 금속 기어 시프터와 차량의 다양한 기능을 제어하는 몇 개의 버튼이 있다. 실내에는 대시보드 중앙에 투명한 패널에 투영되는 헤드업 디스플레이 (HUD)가 있다. 이는 회전계와 속도계를 포함하여 일반적으로 대시보드 계기에 표시되는 정보를 보여준다. 또한 마세라티의 전통적인 아날로그 시계의 디지털 이미지가 투영된다. 스티어링 휠에는 휴대폰과 유사한 중앙 제어 장치가 있다. 실내는 버드케이지 레이싱 카에서 볼 수 있듯이 튜브형 프레임 디자인을 보여주는 투명한 부분이 있는 대시보드를 특징으로 한다. 이 프레임은 보조 HUD 화면을 지지한다. 이 차량은 일반적인 사이드 미러 대신 후방 카메라를 장착했다.

## 디자인

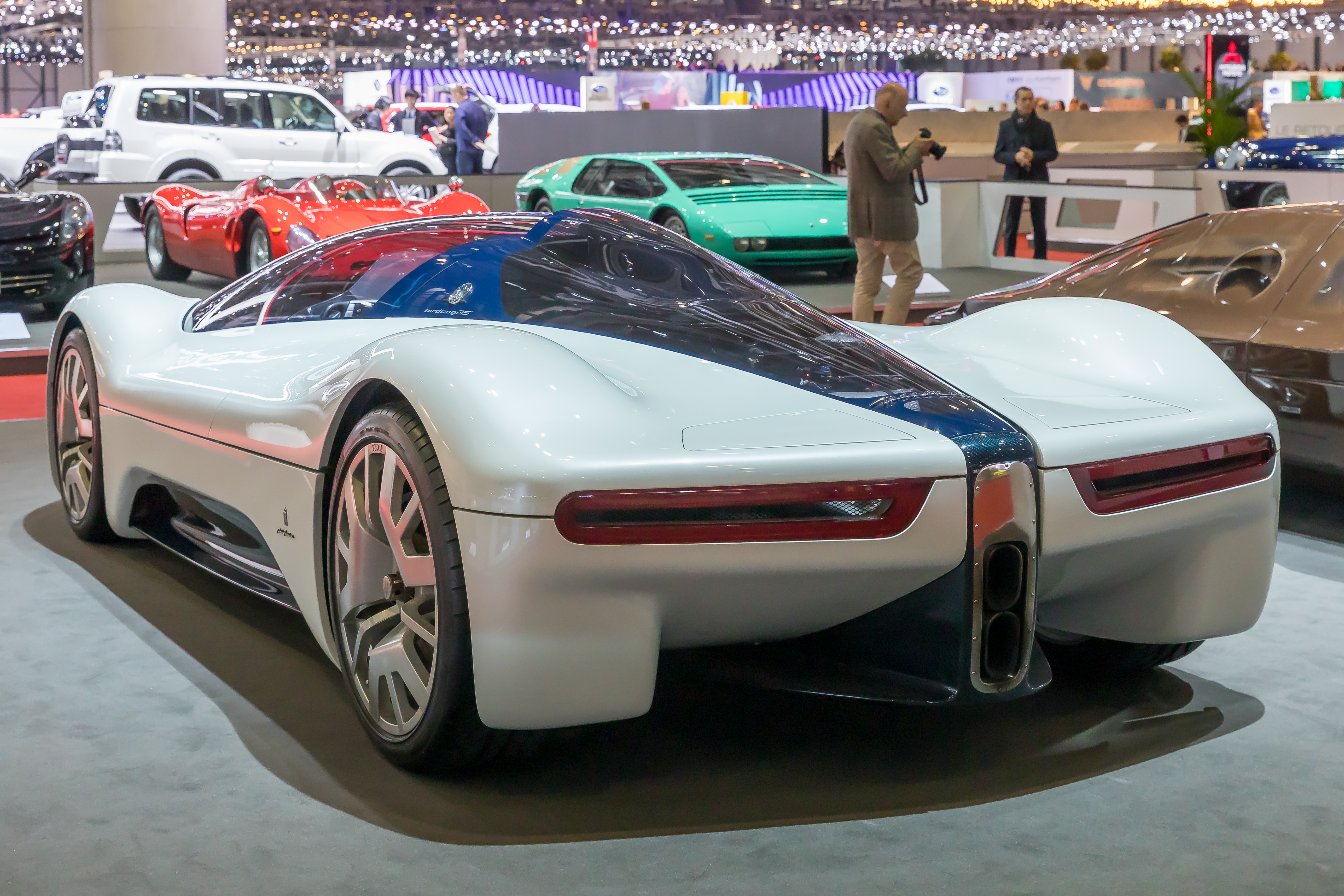
후면부

오쿠야마에 따르면, 이 차량의 외부는 부드러우면서도 외부에서 지지 구성 요소를 보여주도록 의도되었다. 이는 버드케이지 레이싱 카에서 볼 수 있는 특징이다. 이 차량은 엔진이 보이는 투명한 엔진 커버와 외부 시야를 개선하기 위한 캐노피의 넓은 온실 영역을 가지고 있다. 버드케이지의 디자인, 특히 캐노피는 페라리 모듈로 컨셉트 카와 튀어나온 휠 아치, 비정상적으로 낮은 차체 라인, 높지만 극도로 경사진 앞유리로 유명한 버드케이지 레이싱 카에서 영감을 받았다. 이 차량은 모토로라가 설계한 휴대폰용 블루투스 헤드셋과 운전자가 "자신의 운전 경험을 다른 사람들과 공유할 수 있도록" 여러 대의 카메라를 갖추고 있다.

## 수상
버드케이지 컨셉트는 다음 상을 수상했다:
- 루이 비통 클래식 컨셉 어워드 (2006)
- 제네바 모터쇼 최고의 컨셉트 (2005)
- 세계에서 가장 아름다운 자동차 (L’automobile più bella del mondo) (2005)

## 같이 보기
- 캐노피 도어